# Pfakofen
Pfakofen ist eine Gemeinde im Oberpfälzer Landkreis Regensburg in Bayern. Die Gemeinde ist Mitglied der Verwaltungsgemeinschaft Alteglofsheim.

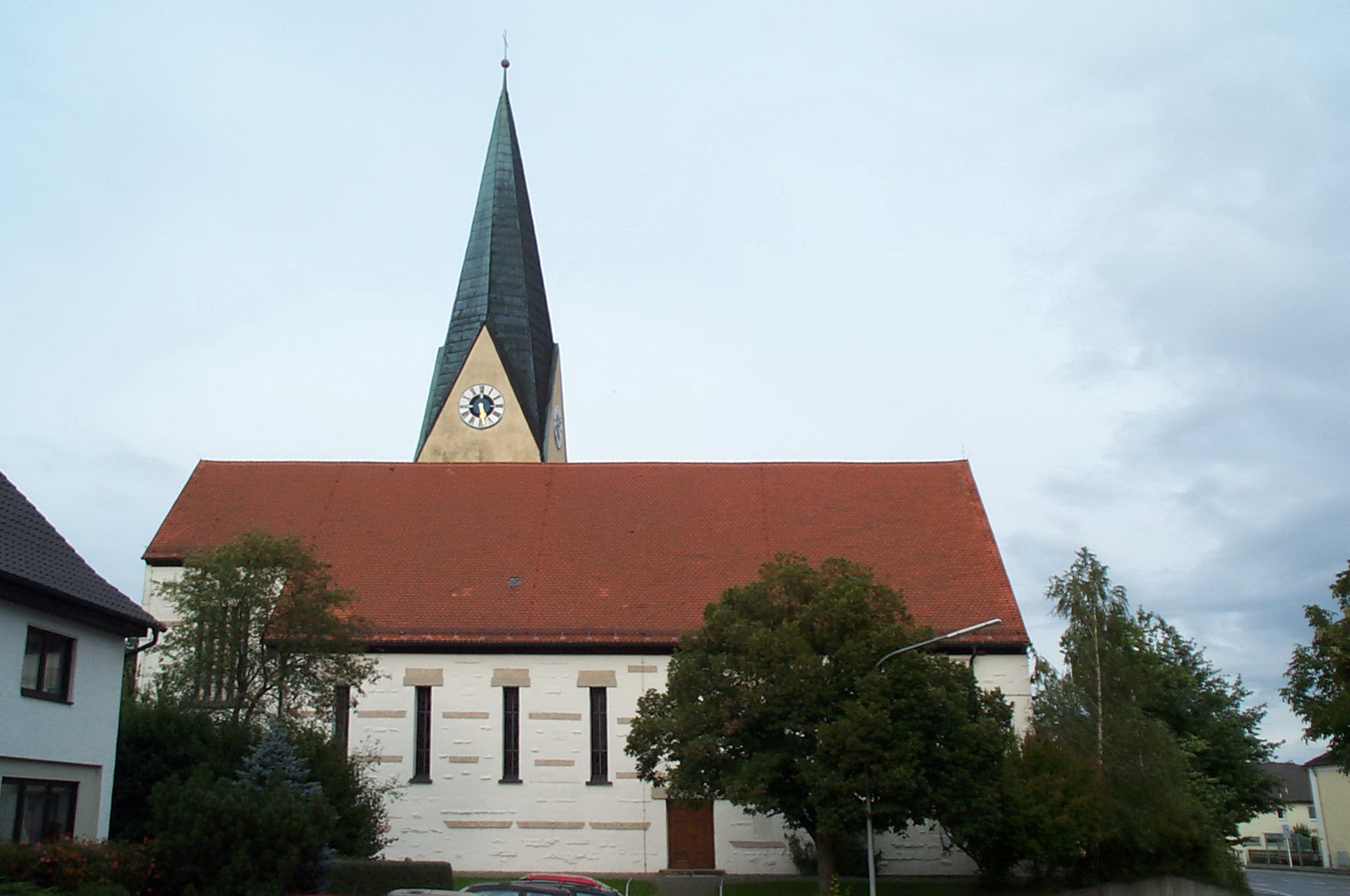
Pfarrkirche St. Georg Pfakofen

## Geographie

### Geographische Lage
Die Gemeinde liegt in der Region Regensburg, etwa 20 km südöstlich von Regensburg im Tal der Großen Laaber.

### Gemeindegliederung
Es gibt sechs Gemeindeteile (in Klammern ist der Siedlungstyp angegeben):
- Einhausen (Einöde)
- Fuchsmühle (Einöde)
- Hausmühle
- Pfakofen (Pfarrdorf)
- Pfellkofen
- Rogging (Kirchdorf)

Es gibt die Gemarkungen Pfakofen, Pfellkofen und Rogging.

## Geschichte

### Bis zur Gemeindegründung
In einer auf den 18. August 831 datierten Schenkungsurkunde bestätigt der König Ludwig der Deutsche dem Abtbischof Balturich die Schenkung von Hruchinga (Rogging) und Folinchova (Pfellkofen) an den Hofkaplan und Diakon Erchanfried. Damit sind die beiden Orte die ältesten bekannten in der Gemeinde.
Die erste urkundliche Erwähnung Pfakofens stammt aus dem Jahr 1185. Papst Lucius III. bestätigt der Alten Kapelle in Regensburg Besitz und Schutz einer Reihe von Gütern, darunter auch derer der Kirche von Phaphinchoven (Pfakofen).
Die Hofmark Pfakofen gehörte von 1532 bis 1808 den Grafen von Königsfeld. Der Ort war Teil des Kurfürstentums Bayern. 1818 entstand mit dem Zweiten Gemeindeedikt im Königreich Bayern die politische Gemeinde Pfakofen.

### Eingemeindungen
Im Jahr 1945 oder 1946 wurde die Gemeinde Pfellkofen eingegliedert. Im Zuge der Gebietsreform in Bayern kam am 1. Januar 1978 Rogging hinzu.

### Einwohnerentwicklung
Zwischen 1988 und 2018 wuchs die Gemeinde von 1124 auf 1598 um 474 Einwohner bzw. um 42,2 %.
- 1961: 0979 Einwohner
- 1970: 1039 Einwohner
- 1987: 1084 Einwohner
- 1991: 1220 Einwohner
- 1995: 1330 Einwohner
- 2000: 1446 Einwohner
- 2005: 1534 Einwohner
- 2010: 1555 Einwohner
- 2015: 1612 Einwohner

## Politik
- FW: 7
- CSU: 5

### Bürgermeister
Christian Gangkofer (Freie Wähler) wurde bei der Kommunalwahl vom 15. März 2020 mit 67,93 % der Stimmen zum Ersten Bürgermeister gewählt.

### Gemeinderäte
Der Gemeinderat besteht aus dem Ersten Bürgermeister und zwölf gewählten Mitgliedern. Bei der Kommunalwahl vom 15. März 2020 haben von den 1.297 stimmberechtigten Einwohnern in der Gemeinde Pfakofen, 894 von ihrem Wahlrecht Gebrauch gemacht, womit die Wahlbeteiligung bei 68,93 Prozent lag.

### Wappen
| Wappen der Gemeinde Pfakofen | Blasonierung: „In Rot ein silbernes Andreaskreuz, darüber eine goldene Blattkrone, darunter eine goldene Bügelkrone.“ |
| Wappen der Gemeinde Pfakofen | Das Wappen wird seit 1977 geführt.                                                                                    |

### Partnerschaften
Die Gemeinde Pfakofen unterhält eine Patenschaft mit der dritten Kompanie des Fernmeldebataillons 4 in Cham/Oberpfalz.

## Bau- und Bodendenkmäler

### Kirchen
- Kath. Pfarrkirche St. Georg in Pfakofen

- Kirche Mater Dolorosa in Pfellkoven
- Filialkirche St. Johannes Ev. und St. Johannes Bapt. in Rogging

### Sonstige Baudenkmäler
Im Ort Pfakofen sind drei Objekte als Baudenkmal ausgewiesen, neben der Pfarrkirche sind dies der Pfarrhof sowie ein Steinkreuz.

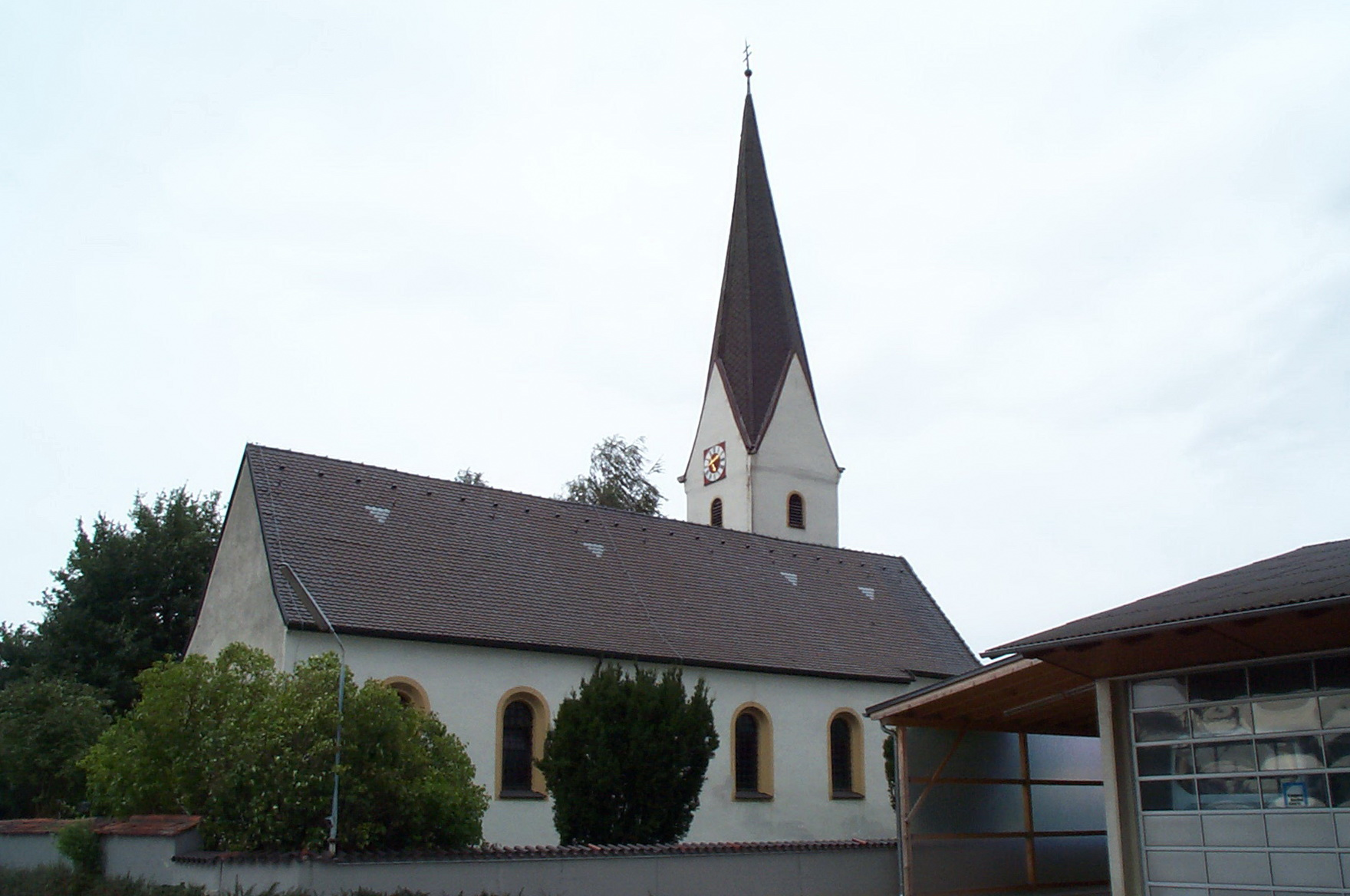
Kirche Mater Dolorosa Pfellkofen

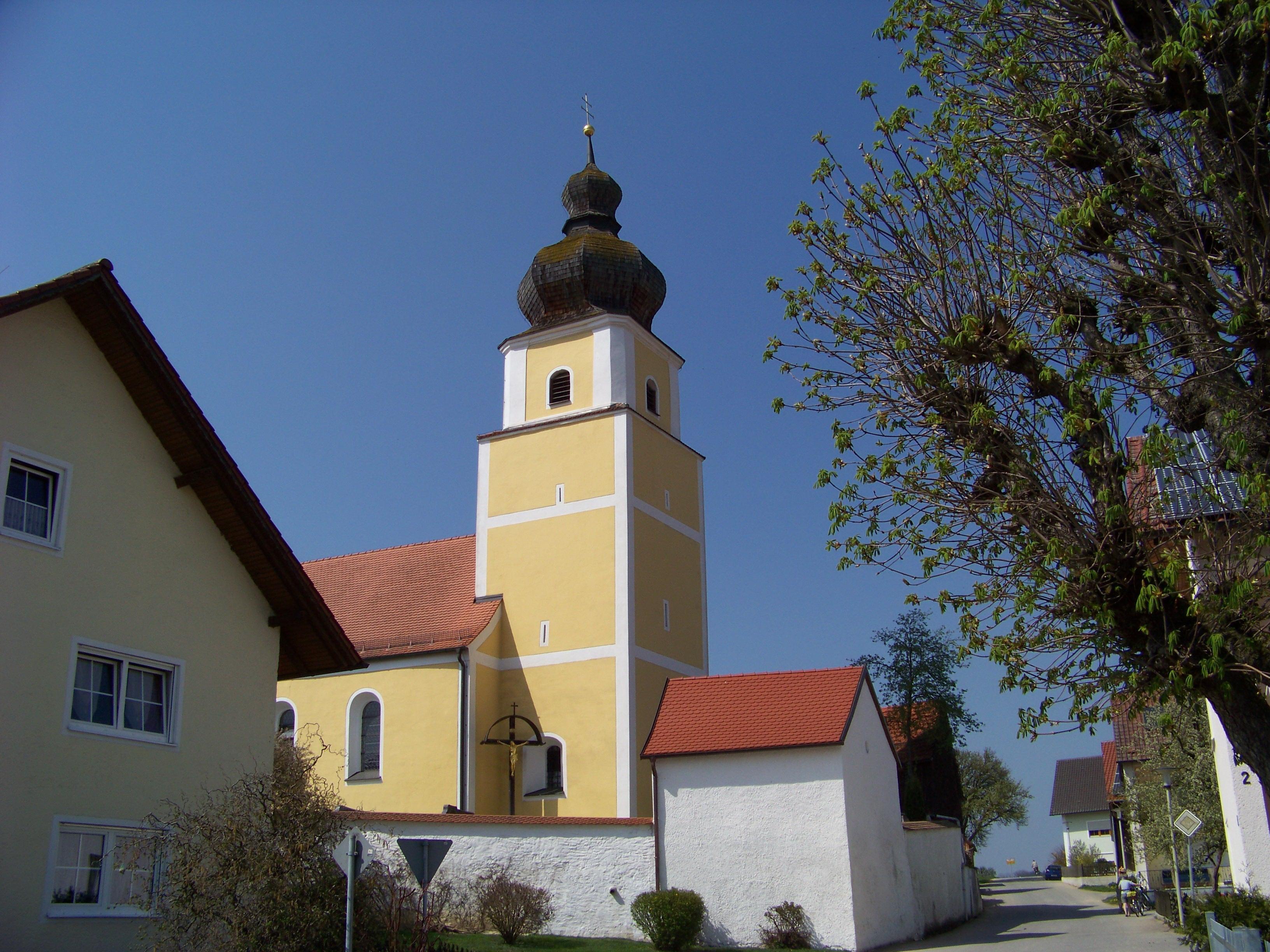
Kirche St. Johannes Rogging

## Wirtschaft einschließlich Land- und Forstwirtschaft
Im Jahre 1998 waren nach der amtlichen Statistik im Bereich der Land- und Forstwirtschaft am Arbeitsort fünf, im produzierenden Gewerbe 76 und im Bereich Handel und Verkehr 57 Menschen sozialversicherungspflichtig beschäftigt. In sonstigen Wirtschaftsbereichen lag dieser Wert bei 20 Personen. 
Sozialversicherungspflichtig beschäftigt am Wohnort waren 1999 516 Menschen. Beschäftigte am Arbeitsort gab es 2021 181, Beschäftigte am Wohnort waren es 2021 807.
Im verarbeitenden Gewerbe gab es keine, im Bauhauptgewerbe zwei Betriebe. Zudem bestanden im Jahr 1999 44 landwirtschaftliche Betriebe mit einer landwirtschaftlich genutzten Fläche von 1075 Hektar, davon 976 Hektar Ackerfläche und 99 Hektar Dauergrünfläche. 2021 waren es nur noch 20 landwirtschaftliche Betriebe mit einer landwirtschaftlich genutzten Fläche von 1363 Hektar.

## Bildung
1999 gab es folgende Einrichtungen:
- Kindergärten: 75 Kindergartenplätze mit 64 Kindern
- Volksschulen: Grundschule mit vier Klassen